# الماس (آلبوم)
الماس اولین آلبوم چندآهنگه از خوانندۀ ایرانی سحر است که در ۲۱ تیر ۱۴۰۰ توسط رادیو جوان منتشر شد. این آلبوم از شش قطعه، از جمله «الماس» تشکیل شده است.

## فهرست آهنگ‌ها
| ردیف | آهنگ  | ترانه‌سرا       | زمان |
| ---- | ----- | -------------- | ---- |
| ۱    | الماس | سحر نصری       | ۲:۵۷ |
| ۲    | نرو   | میلاد کیان     | ۳:۲۸ |
| ۳    | دلربا | شقایق امیرعضدی | ۳:۱۷ |
| ۴    | قرار  | رسول بهادیوند  | ۳:۰۲ |
| ۵    | باور  | میلاد ت.       | ۳:۴۵ |
| ۶    | آقا   | محمد ابراهیمی  | ۴:۴۲ |